# Jacques Chessex
Jacques Chessex  fue un escritor, poeta y pintor suizo en lengua francesa, nacido el 1 de marzo de 1934 en Payerne, Suiza, y fallecido el 9 de octubre de 2009 en Yverdon-les-Bains, en el mismo cantón de Vaud. Es el único escritor suizo en haber ganado el premio Goncourt, no solo de novela, con la obra L’ogre (El ogro), en 1973, sino también el de poesía, por el conjunto de su obra, en 2004.

## Biografía
Jacques Chessex era hijo de Pierre Chessex, etimologista, lingüista, director de instituto de secundaria en Payerne, donde dio clases de latín y francés, y escritor. Jacques estudió en Friburgo y más tarde literatura en Lausana, donde dio clases de francés y latín, como su padre. Desde muy joven, escribió poesía. En 1953 fue cofundador de la revista literaria Pays du Lac, en Pully. En 1954, publica una primera recopilación, Le jour proche, seguido de otros tres volúmenes, Chant de Printemps, Une Voix la Nuit y Batailles dans l'Air. 

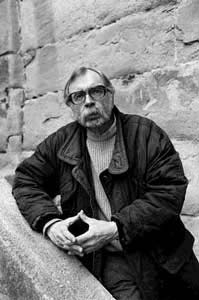
Jacques Chessex en 1991.

En 1956, su padre se suicida, dejándole una profunda impresión. Su obra derivará desde entonces hacia la dramaturgia y a la temática existencial en un escenario marcado por la súbita partida de su severo y amado padre. 
Acaba sus estudios en 1960, y, en 1963, recibe el premio Schiller por La Tête ouvert. En 1964, funda la revista Écriture, en Lausana. Desde 1969, es profesor de literatura en el Gymnase de la Cité de Lausana y desde los años 1970 residió en el pequeño pueblo de Ropraz, en Vaud, por lo que a veces se lo apodaba "el ermitaño de Ropraz".
En 1972, recibe el premio Alpes-Jura, y en 1973, el premio Goncourt por su novela El ogro. En 1992 obtiene el premio Mallarmé de poesía por Les aveugles du seul regard, así como el premio de la Fundación Vaudoise por la creación artística. En 1999, fue galardonado con el Gran Prix de la langue française, y con Allegria, el premio Goncourt de poesía.
Desde 1990 colabora con su amigo el también escritor y pintor español Antonio Saura de forma continuada en una serie de obras que contienen textos, poesía y dibujos, editadas por la Diputación Provincial de Cuenca en 2002. Su última obra fue La Chattemite, con textos en francés y español.
El 18 de septiembre de 2002 es nombrado Caballero de la Legión de Honor. Es miembro del jurado del premio Médicis desde 1996. En 2003, recibe el Gran Premio de la lengua francesa por el conjunto de su obra.
En 2007, recibe el Gran Premio Jean Giono por toda su obra.
Uno de los últimos libros de Chessex, Un juif pour l’exemple, publicado en 2008, está centrado en la muerte del tratante de ganado Arthur Bloch por los nazis suizos en su propia casa en el pueblo de Payerne. Esta novela, como otras anteriores, no fue bien recibida en Suiza. Una obra de teatro adaptada de su novela de 1967, La confesión del padre Burg, tuvo su estreno la noche antes de su muerte.
El 9 de octubre de 2009 Chessex sufrió un ataque al corazón y murió durante una conferencia sobre la obra de teatro La confesión del padre Burg y la novela Un juif pour l’exemple en la biblioteca municipal de Yverdon-les-Bains, mientras una persona del público le reprochaba violentamente su apoyo a Roman Polanski, arrestado en septiembre de 2009 por la policía suiza.

## Obra

### Poesía
- Le Jour proche, Aux Miroirs partagés, Lausanne, 1954.
- Chant de Printemps, Jeune Poésie, Genève, 1955.
- Une Voix la Nuit, dibujos de Jacques Berger, Mermod, Lausanne, 1957.
- Batailles dans l'Air, dibujos de Jean Bazaine, Mermod, Lausanne, 1959.
- Le Jeûne de Huit Nuits, Payot, Lausanne, 1966.
- L'Ouvert obscur, L'Âge d'Homme, Lausanne, 1967.
- Elégie Soleil du Regret, Bertil Galland, Vevey, 1976.
- Le Calviniste, Grasset, París, 1983.
- Pierre Estoppey, con Charles-Henri Favrod y André Kuenzi, textos y poemas, Au Verseau, Denges et Lausanne, 1986.
- Myriam, PAP, Lausanne, 1987.
- Comme l'Os, Grasset, París, 1988.
- Dans la Page brumeuse du Sonnet, dibujos de Armand Abplanalp, PAP, Lausanne, 1989.
- Elégie de Pâques, PAP, Pully, 1989.
- Neige, gravures de Moïra Cayetano, Stamperia del Portico, Gavirate, 1989.
- Si l'Arc des Coqs, grabado de André Clerc, PAP, Pully, 1989.
- Plaie ravie, ilustraciones de Cécile Muhlstein, PAP, Pully, 1990.
- Les Aveugles du Seul Regard, PAP, Pully, 1991. Otra edición: Éditions de La Différence, Paris, 1992. Premio Mallarmé.
- Le Buisson, aquatinte de Pietro Sarto, Atelier de Saint-Prex, Saint-Prex, 1991.
- Songe du Corps élémentaire, litografías de Marcel Mathys, François Ditesheim y Françoise Simecek, Neuchâtel y Lausanne, 1992.
- La Fente, heliograbado de Pierre Keller, Atelier de Saint-Prex, Saint-Prex, 1993.
- Le Rire dans la Faille, dibujos de Chantal Moret, Le Manoir, Martigny, 1993.
- Les Elégies de Yorick, Bernard Campiche, Yvonand, 1994.
- Le Temps sans Temps, le cherche midi éditeur, París, 1995.
- Cantique, Bernard Campiche, Yvonand, 1996.
- Poésie, 3 volúmenes (Oeuvre poétique complète), Bernard Campiche, Yvonand, 1997.
- Le Désir de la Neige, Grasset, París, 2002.
- Les Eaux et les Forêts, Le Miel de l'Ours, Ginebra, 2003.
- Douze Poèmes pour un Cochon, imágenes de Jean Lecoultre, Chabloz, Lausanne, 2004.
- Allegria, Grasset, París, 2005. Premio Goncourt de poesía
- Où va la Rivière bue, Le Miel de l'Ours, Ginebra, 2005.
- Revanche des Purs, Grasset, París, 2008.
- La Chattemite, dibujos de Jacques Chessex, Cuadernos del Hocino (Diputación Provincial de Cuenca), Cuenca, 2008.

### Novelas y relatos
- La Tête ouverte, relato, Gallimard, París, 1962.
- La Confession du Pasteur Burg, relato, Christian Bourgois, París, 1967.
- Carabas, relato, Grasset, París, 1971.
- L'Ogre, novela, Grasset, París, 1973. Premio Goncourt. En castellano, El ogro, Plaza y Janés, 1974.
- L’Ardent Royaume, novela, Grasset, París, 1975.
- Les Yeux jaunes, novela, Grasset, París, 1979.
- Judas le Transparent, novela, Grasset, París, 1982.
- Jonas, novela, Grasset, París, 1987.
- Morgane Madrigal, novela, Grasset, París, 1990.
- La Trinité, novela, Grasset, París, 1992.
- Le Rêve de Voltaire, relato, Grasset, París, 1995.
- La Mort d’un Juste, novela, Grasset, París, 1996.
- L’Imitation, novela, Grasset, París, 1998.
- Incarnata, relato, Grasset, París, 1999.
- L'Économie du Ciel, novela, Grasset, París, 2003.
- L’Éternel sentit une Odeur agréable, novela, Grasset, París, 2004.
- Avant le Matin, novela, Grasset, París, 2006.
- Le Vampire de Ropraz, novela, Grasset, París, 2007. Gran premio Jean Giono. En castellano, El vampiro de Ropraz, Anagrama, 2007, 2008
- Pardon Mère, relato, Grasset, París, 2008.
- Un Juif pour l'exemple, novela, Grasset, París, 2009.
- Le Dernier Crâne de M. de Sade, novela, Grasset, París, 2010. Prix Sade.
- Hosanna, novela, Grasset, París, 2013. *Un Juif pour l'exemple, Grasset, 2009
- Le Dernier crâne de M. de Sade, Grasset, 2010

### Historias cortas
- Le Séjour des morts, Grasset, 1977.
- Où vont mourir les oiseaux, Grasset, 1980.
- Sosie d'un saint, Grasset, 2000.

### Crónicas
- Reste avec nous, Cahier de La Renaissance Vaudoise, Lausanne, 1967.
- Portrait des Vaudois, Cahier de La Renaissance Vaudoise, Lausanne, 1969.
- Hommage au Major 1970, con Gaston Cherpillod, Henri Perrochon, Georges-André Chevallaz, dinujos de Pierre Estoppey, Au Verseau, Lausanne, 1970.
- Des Cinq Sens, aquarelles de Étienne Delessert, Au Verseau, Lausanne, 1983.
- Feux d'Orée, L'Aire, Lausanne, 1984.
- Le Pays de Vaud de Jacques Chessex, fotos de Marcel Imsand, Caisse d'Épargne et de Crédit, Lausanne, 1992.
- Ropraz, avec Jacques-Henri Lador, Jacques-Étienne Bovard, Jean-Daniel Savary, fotografías de Silvano Prada, Commune de Ropraz, 2004.
- Dans la Buée de ses Yeux, Bernard Campiche, Yvonand, 1995.
- L'Imparfait, Bernard Campiche, Yvonand, 1996.
- De l'Encre et du Papier, La Bibliothèque des Arts, Lausanne, 2001.
- Une Chouette vue à l'Aube, Chabloz, Lausanne, 2001.
- L'Adoration, illustrations de Pietro Sarto, Chabloz, Lausanne, 2004.
- Ce que je dois à Fribourg, con François Gross, Gérard Froidevaux, Marius Michaud, Bibliothèque cantonale et universitaire Fribourg, Fribourg, 2005.
- Fribourg dans l'ici et l'ailleurs, fotos de Noël Aeby, La Sarine, Friburgo, 2007.

### Libros para niños
- Le Renard qui disait non à la lune, ilustraciones de Danièle Bour, Grasset, 1974.
- Marie et le chat sauvage, , ilustraciones de Danièle Bour, Grasset, 1979.
- Neuf, l'œuf, , ilustraciones de Danièle Bour,  Grasset, 1990.
- François dans la forêt, , ilustraciones de Danièle Bour, Grasset, 1991.

### Ensayos
- Charles-Albert Cingria, Seghers, París, 1967. reimpresión: Poche Suisse, 2007.
- Les saintes Écritures, Bertil Galland, 1972.
- Bréviaire, Bertil Galland, 1976.
- Adieu à Gustave Roud, con Maurice Chappaz y Philippe Jaccottet, Bertil Galland, 1977.
- Entretiens avec Jacques Chessex, Jérôme Garcin, La Différence, 1979.
- Maupassant et les autres, Ramsay, París, 1981.
- Flaubert, ou Le Désert en abîme, Grasset, 1991.
- Avez-vous déjà giflé un rat?, Bernard Campiche, 1997.
- Le désir de dieu, Grasset, 2005.
- Le simple préserve l'énigme, Gallimard, 2008.

### Ediciones ilustradas
- La Muerte y la Nada (Antonio Saura), Pierre Canova, Pully, 1990.  Libro de edición limitada sobre la realización de las ilustraciones de Saura que sirvieran de inspiración para los textos de Chessex. Actualmente custodiados en la Fundación Antonio Saura.
- Zao Wou-Ki, Galerie Jan Krugier, Genève, 1990.
- Marcel Poncet, La Bibliothèque des Arts, Lausanne, 1992.
- Olivier Charles", Musée Jenisch, Vevey, 1992.
- Bazaine, Skira, Paris, 1996.
- Figures de la métamorphose, La Bibliothèque des Arts, 1999.
- Le dernier des monstres (Saura), Cuadernos del Hocinoco (Fundación Antonio Pérez de la Diputación Provincial de Cuenca), Cuenca, 2000. En castellano, El último monstruo, 2000.
- Notes sur Saura, Cuadernos del Hocinoco, 2001. En castellano, Notas sobre Saura, Diputación provincial de Cuenca, 2001.
- Les dangers de Jean Lecoultre, Cuadernos del Hocinoco, 2002. En castellano, Los peligros de Lecoultre, Diputación provincial de Cuenca, 2002.
- Javier Pagola, Cuadernos del Hocinoco, 2004.
- Thomas Fougeirol, Operae, 2004.
- Dans la peinture de Sarto, Atelier de St-Prex et Chabloz, Lausanne, 2008.
- Une nuit dans la forêt ilustraciones de Manuel Müller, Notari, Ginebra,  2009.
- Jean Lecoultre ou la haine de la peinture, en Artpassions, n°19, 2009.

## Revistas en las que publicó
- La N.R.F. (Nouvelle Revue française), Paris.
- Cahiers Jean Paulhan, Paris.
- Les Cahiers du Sud, Marseille.
- Sud, Marseille.
- La Règle du Jeu, Marseille.
- Nota Bene, Paris.
- Voix, Paris.
- La Revue de Belles-Lettres, Genève.
- Poésie, Paris.
- Les Cahiers des Saisons, Paris.
- L'Alphée, Paris.
- Écriture, Lausanne.
- Entailles, Montpellier.
- L'Hippocampe, Paris.
- Lire, Paris.
- Pays du Lac, Lausanne.
- Romandie, Chiba, Japón.
- Voir, Lausanne.
- Europe, Paris.
- Le Nouveau Recueil, Seyssel.
- Webster Review, Webster Grove, Royaume-uni.
- Archipel, Lausanne.